# Liste schottischer Schriftsteller
Alphabetische Liste schottischer Schriftsteller:

## A
- Gilbert Adair (1944–2011)
- Thomas Aird (1802–1876)
- Alasdair Mac Mhaighstir Alasdair (ca. 1698–1770)
- William Alexander, 2. Earl of Stirling (ca. 1570–1640)
- Alexander Anderson
- Marion Angus (1865–1946)
- Alexander Arbuthnot (1538–1583)
- John Armstrong (1709–1779)
- Margot Asquith (1864–1945)
- Robert Ayton (1570–1638)
- William Edmonstoune Aytoun (1813–1865)

## B
- Grisell Baillie (1665–1746)
- RM Ballantyne (1825–1894)
- Iain Banks, bekannt als Iain M. Banks (1954–2013)
- John Barbour (nach 1316–1395)
- John Barclay (1582–1621)
- James Matthew Barrie (1860–1937)
- James Beattie (1735–1803)
- John Joy Bell (1871–1934)
- William Black (1841–1898)
- John Stuart Blackie (1809–1895)
- Robert Blair (1609–1746)
- George Blake (1893–1961)
- James Boswell (1740–1795)
- Mark Alexander Boyd (1562–1601)
- James Bridie (1888–1951)
- Christopher Brookmyre (* 1968)
- George Douglas Brown (1869–1902)
- George Mackay Brown (1921–1996)
- Michael Bruce (1746–1767)
- John Buchan, 1. Baron Tweedsmuir (1875–1940)
- Angus Buchanan (1886–1954)
- Robert Burns (1759–1796)
- John Burnside (1955–2024)
- Ron Butlin
- George Gordon Byron (1788–1824)

## C
- Norman Cameron (1905–1953)
- Thomas Campbell (1777–1844)
- Thomas Carlyle (1795–1881)
- Catherine Carswell (1879–1946)
- Sìleas na Ceapaich (ca. 1660–1729)
- Marion Chesney (1936–2019)
- William Cleland (1661–1689)
- Alison Cockburn (1712–1794)
- Joe Corrie (1894–1968)
- Iain Crichton Smith
- Samuel Rutherford Crockett (1859–1914)
- Archibald Joseph Cronin (1896–1981)
- Helen Cruickshank (1886–1975)
- Allan Cunningham (1784–1842)
- Robert Cunninghame-Grahame of Gartmore
- Ivor Cutler (1923–2006)

## D
- John Davidson (1857–1909)
- Edward Davison
- Rob Donn
- Gavin Douglas (zwischen 1474 und 1476–1522)
- Norman Douglas (1868–1952)
- Arthur Conan Doyle (1859–1930)
- William Drummond of Hawthornden (1585–1649)
- Carol Ann Duffy (* 1955)
- William Dunbar (um 1460–um 1520)
- Hal Duncan (* 1971)
- Jane Duncan (1910–1976)
- Douglas Dunn (* 1942)
- Dorothy Dunnett (1923–2001)

## E
- Jean Elliot (1727–1805)
- Margaret Elphinstone (* 1948)
- David Erskine (1772–1837)
- Ralph Erskine (1685–1752)

## F
- William Falconer (1732–1769)
- Robert Fergusson (1750–1774)
- Susan Edmonstone Ferrier (1782–1854)
- Ian Hamilton Finlay (1925–2006)
- Matthew Fitt (* 1968)
- George Sutherland Fraser (1915–1980)

## G
- Janice Galloway (* 1955)
- John Galt (1779–1839)
- Robert Garioch (1909–1981)
- Lewis Grassic Gibbon (1901–1935)
- George Gilfillan (1813–1878)
- Robert Bontine Cunninghame Graham (1852–1936)
- Kenneth Grahame (1859–1932)
- Anne Grant (1755–1838)
- Elizabeth Grant (1797–1885)
- Iain Grant
- Alasdair Gray (1934–2019)
- Alexander Gray (1882–1968)
- David Gray (1838–1861)
- Neil M. Gunn (1891–1973)

## H
- William Hamilton (1730–1803)
- Tom Hanlin (1907–1953)
- John MacDougall Hay (1880–1919)
- Gilbert Hay (1403–um 1456)
- Hamish Henderson (1919–2002)
- James Findlay Hendry (1912–1986)
- Robert Henryson (1460–1500)
- Robert Herring
- Laura Hird (* 1966)
- James Hogg (1770–1835)
- Richard Holland (um 1420–um 1480)
- John Home (1722–1808)
- Huchoun
- Alexander Hume (um 1560–1609)
- Mollie Hunter (1922–2012)

## J
- Violet Jacob (1863–1946)
- Quintin Jardine (* 1945)
- Arthur Johnston (1898–1954)

## K
- Jackie Kay (* 1961)
- James Kelman (* 1946)
- James Kennaway (auch:James Peebles Ewing Kennaway) (1928–1968)
- A. L. Kennedy (* 1965)
- Philip Kerr (1956–2018)
- Jessie Kesson (1916–1984)

## L
- Andrew Lang (1844–1912)
- Tom Leonard
- David Lindsay (1876–1945)
- Eric Linklater (1899–1974)
- Liz Lochhead
- John Gibson Lockhart
- Iain Lom
- David Lyndsay (um 1490–1554)
- Henry Francis Lyte (1793–1847)

## M
- Robert Murray M'Cheyne
- George MacBeth (1932–1992)
- Stuart MacBride (* 1969)
- Norman MacCaig
- Fionn Mac Colla
- Norman MacCaig, Dichter
- Val McDermid (* 1955)
- Hugh MacDiarmid (1892–1978), Dichter
- George MacDonald (1824–1905), Dichter, Romanautor
- William McGonagall (1825–1902)
- Alasdair Alpin MacGregor
- Duncan Ban MacIntyre (1724–1812), gälischer Dichter
- John William Mackail
- Shena Mackay (* 1944)
- George Mackay Brown (1921–1996)
- John Mackail, klassischer Gelehrter und Schriftsteller
- Compton Mackenzie (1883–1972)
- Sorley MacLean (1911–1996), schottisch-gälischer Dichter
- Fiona Macleod (1855–1905)
- Ken MacLeod (* 1954)
- Hector Macneill
- Henry Mackenzie (1745–1831)
- Ian Maclaren
- Alistair MacLean (1922–1987)
- Robert McLellan
- James Macpherson (1736–1796)
- Richard Maitland (1496–1586)
- Marriott Edgar
- John Mayne
- Gavin Maxwell (1914–1969)
- Scott McBain (* 1960)
- William McIlvanney (1936–2015)
- William Julius Mickle
- Hugh Miller (1802–1856)
- A. A. Milne (1882–1956)
- Harold Ian Miltner (* 1970)
- Sir Edward Montague
- Alexander Montgomerie (um 1550–1598)
- Edwin Morgan (1920–2010)
- William Motherwell
- Edwin Muir (1887–1959)
- Neil Munro
- William Murdoch (1754–1839)
- Charles Murray

## N
- Robert Nicoll
- John Niven (* 1966)

## O
- William Henry Ogilvie (1869–1963)
- Andrew O’Hagan (* 1968)
- Carolina Oliphant, Lady Nairne, Komponistin des 18. Jahrhunderts
- Margaret Oliphant
- George Outram

## P
- Isabel Pagan (1740–1821)
- Don Paterson (* 1963)
- Thomas Pringle (1789–1834)

## R
- Allan Ramsay (1686–1758)
- Ian Rankin (* 1960)
- Robin Robertson (* 1955)
- John Rolland (fl. 1560)

## S
- Alexander Scott (um 1520–um 1584)
- Sir Walter Scott (1771–1832)
- Robert Sempill d.J.
- James Sempill
- Robert Sempill (1530–1595)
- William Sharp (1855–1905)
- Nan Shepherd (1893–1981)
- Ronald Shone (* 1946)
- John Skinner (1721–1807)
- Alexander McCall Smith (* 1948)
- Walter Chalmers Smith
- Sydney Goodsir Smith (1915–1975)
- Tobias Smollett (1721–1771)
- Charles Sorley (1895–1915)
- William Soutar (1898–1943)
- Muriel Spark (1918–2006)
- Lewis Spence (1874–1955)
- Robert Louis Stevenson (1850–1894)
- Mary Stewart (1916–2014)
- Muriel Stuart
- Annie S. Swan (1859–1943)

## T
- Margaret Tait
- Robert Tannahill (1774–1810)
- Josephine Tey (1896–1952)
- William Thom
- James Thomson (1700) (1700–1748)
- James Thomson (1834) (1834–1882)
- Ruthven Todd (1914–1978)
- Nigel Tranter
- Alexander Trocchi (1925–1984)
- Gael Turnbull

## U
- Thomas Urquhart (1611–1660)

## V
- John Veitch

## W
- Alan Warner (* 1964)
- Irvine Welsh (* 1958)
- Louise Welsh (* 1965)
- Kenneth White (1936–2023)
- Roderick Wilkinson (* 1917)
- Alexander Wilson (1766–1813)
- John Wilson